# Antoine Jans

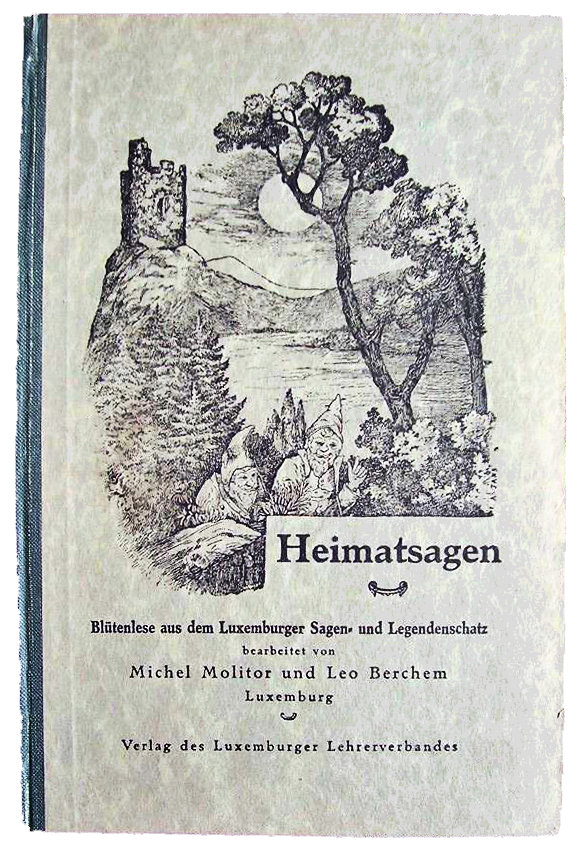
Boekband van Heimatsagen (1929), met een illustratie van Antoine Jans

Anton (Antoine) Jans (Echternach, 28 januari 1868 – Luxemburg-Stad, 10 februari 1933) was een Luxemburgs porselein- en kunstschilder.

## Leven en werk
Antoine Jans was een zoon van akkerbouwer Michel Jans en Margaretha Diederich. Als veertienjarige werd Jans opgeleid tot porseleinschilder aan de Grossherzoglich Luxemburgische Porzellanmalerei in de abdij van Echternach, onder leiding van Jean Zens en diens broer Pierre. Na zijn opleiding werkte hij op het atelier van Zens frères. In 1895 trad hij als hoofdschilder in dienst bij Villeroy & Boch in Septfontaines, later werkte hij tijdelijk op de vestigingen in Wallerfangen en Mettlach en ten slotte in Rollingergrund. Hij bleef tot aan zijn pensioen in 1925 bij het bedrijf werken. Aan het eind van zijn loopbaan was hij nagenoeg blind.
Jans beschilderde onder andere vazen, serviezen en wandborden, maar schilderde in zijn vrije tijd in olieverf en pastel op doek. Hij toonde zijn werk onder meer op de eerste salon van de Cercle Artistique de Luxembourg (1894) en op de Ausstellung für Handweik und Kleingewerbe (1904), een ambachtstentoonstelling in de hoofdstad. Staatsminister Paul Eyschen, die de ambachtstentoonstelling had geopend en Jans werk had gezien, moedigde hem aan zich aan te melden als lid van de Cercle. Hij trad inderdaad toe en tot zijn overlijden deelnemen aan de jaarlijkse salons. Jans' laatste werk was een illustratie voor de kaft van Heimatsagen (1929), een boek met Luxemburgse sagen en legenden, van Michel Molitor en Léon Berchem.
Antoine Jans overleed op 65-jarige leeftijd, hij werd begraven op de Cimetière Notre-Dame.
In 1950 stelde schoonzoon Léon Berchem een monografie over zijn Jans samen, waaraan werd meegewerkt door onder anderen burgemeester Émile Hamilius, Lucien Koenig, bisschop Léon Lommel, Victor Molitor, minister Pierre Frieden en de kunstenaars Michel Stoffel en Auguste Trémont. In Rollingergrund herinneren de Rue Antoine Jans, de Rue Jean François Boch en de Avenue de la Faiencerie aan Jans en zijn werkgever. De kunstenaar Pierre Berchem was een kleinzoon van Jans.

## Enkele werken

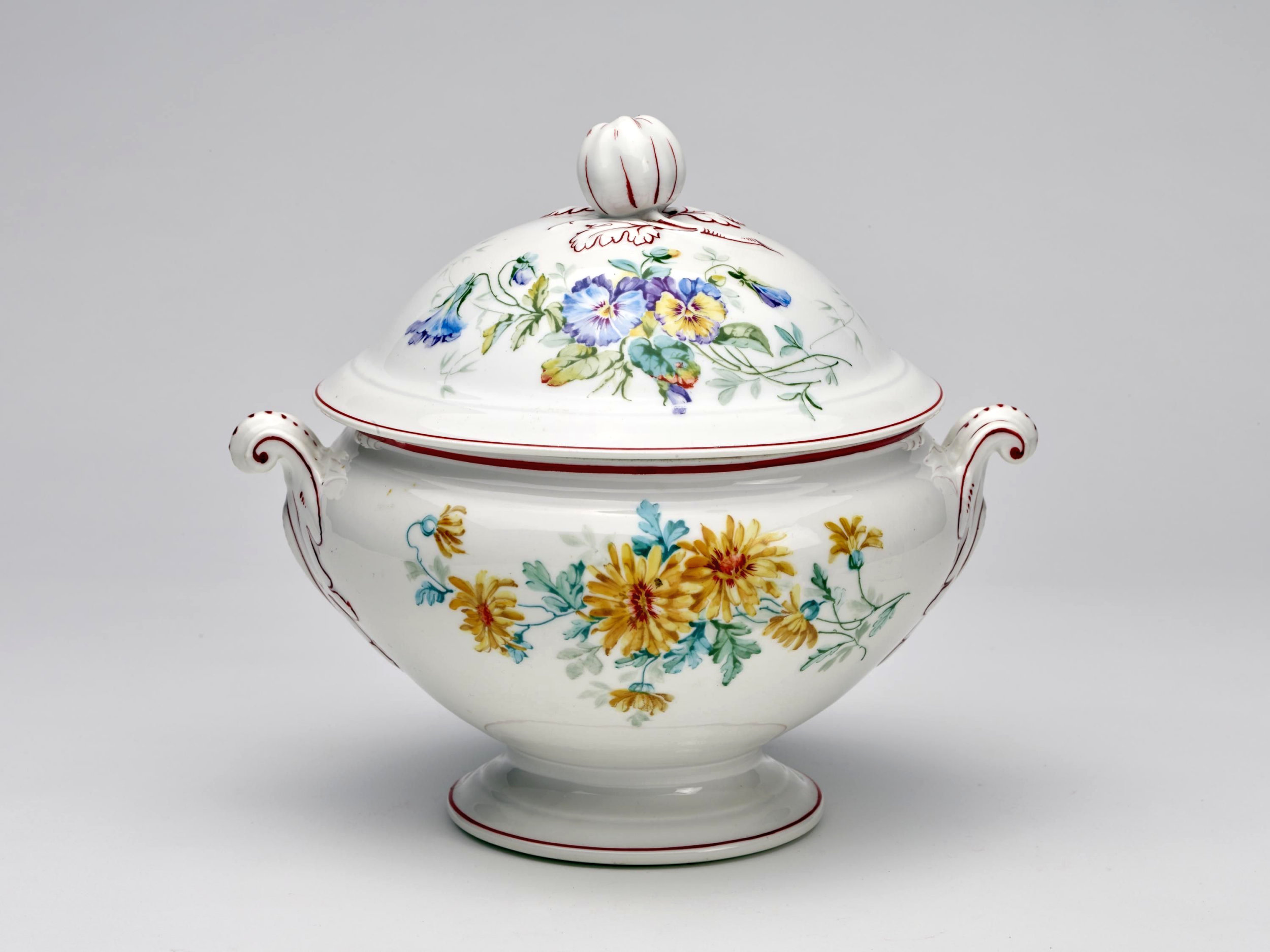
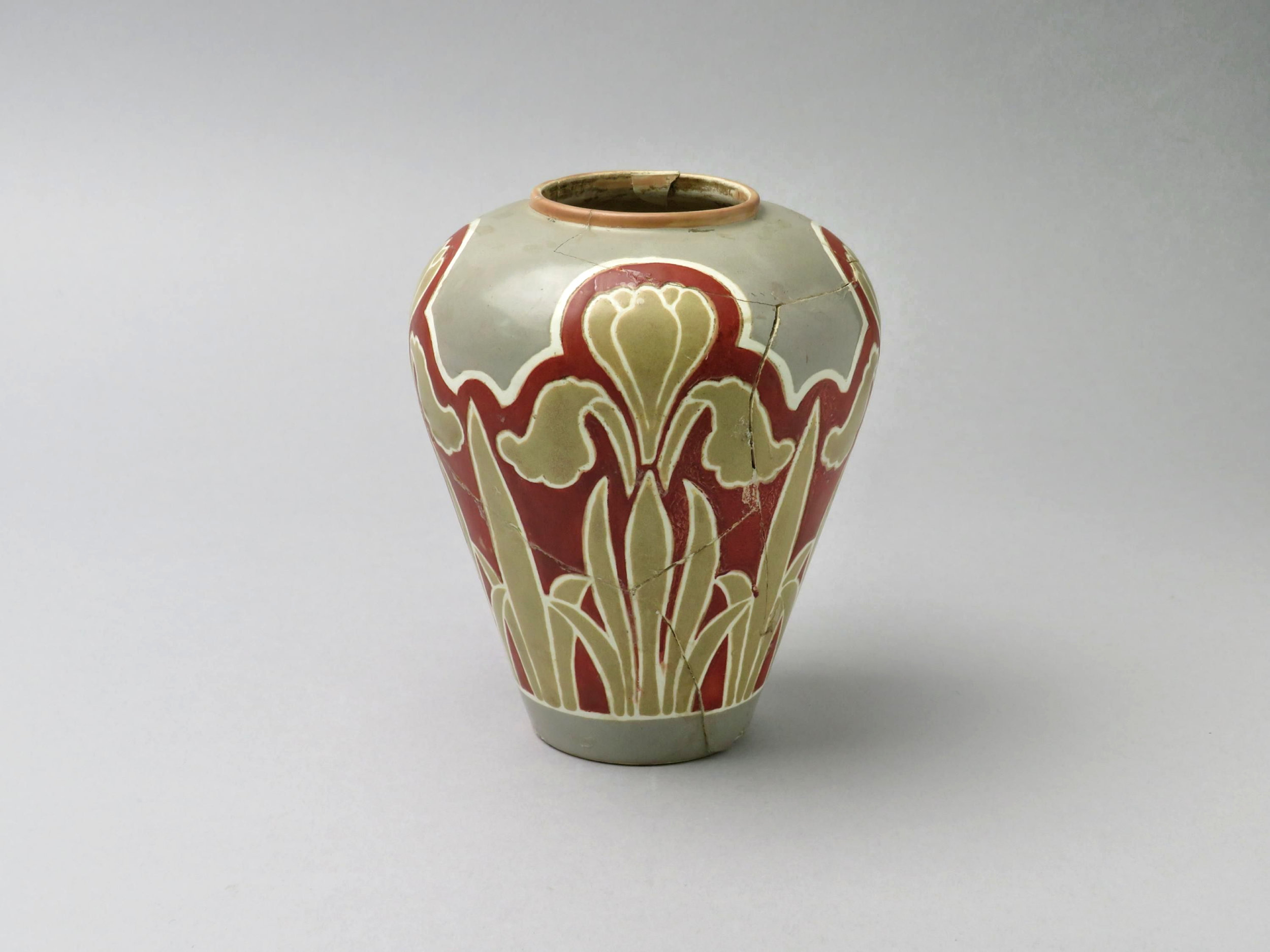
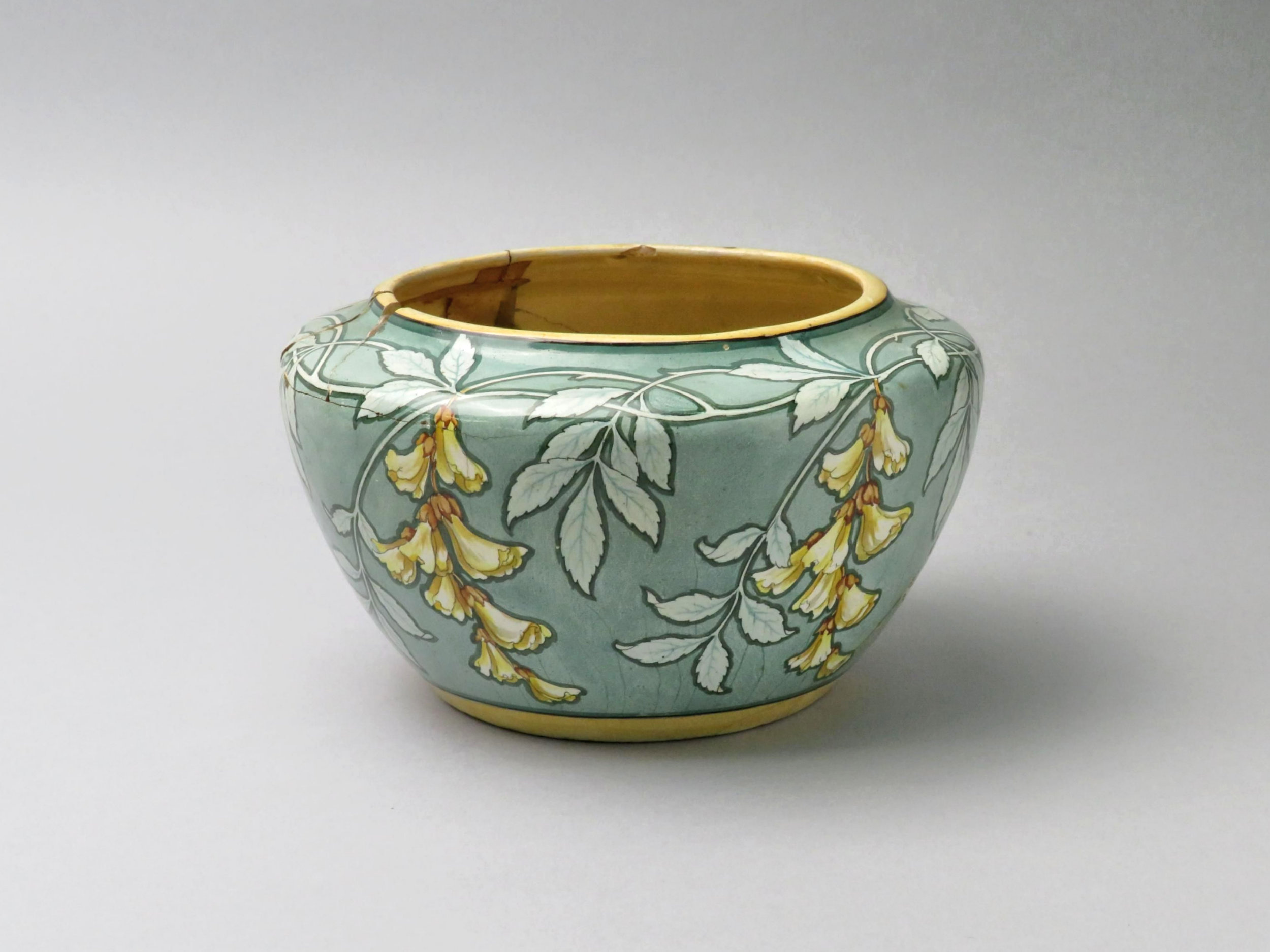
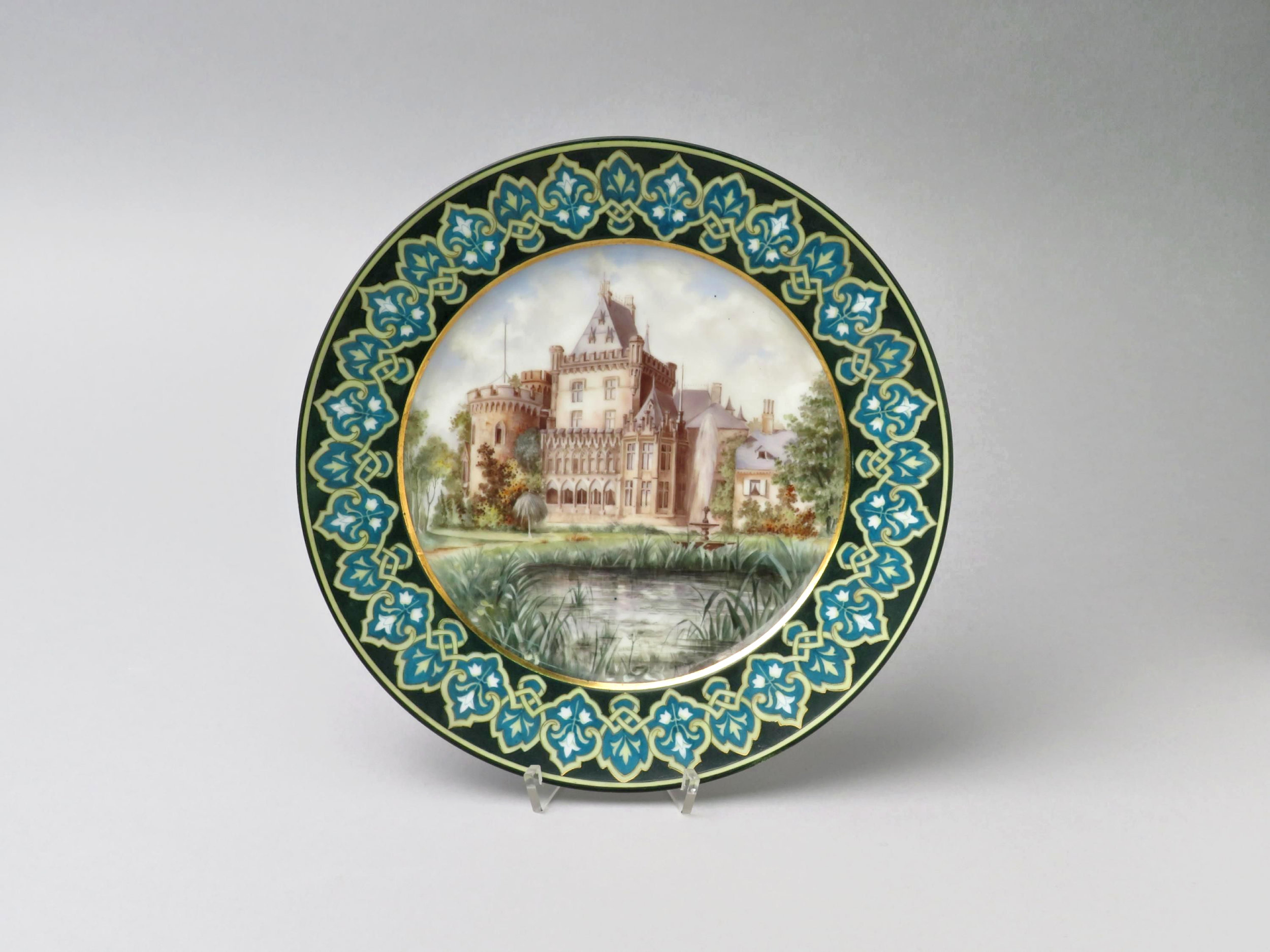